# Golūjeh-ye Eslām
Golūjeh-ye Eslām (persiska: گلوجه اسلام) är en ort i Iran.   Den ligger i provinsen Östazarbaijan, i den nordvästra delen av landet, 400 km nordväst om huvudstaden Teheran. Golūjeh-ye Eslām ligger 1 472 meter över havet och antalet invånare är 113.
Terrängen runt Golūjeh-ye Eslām är huvudsakligen kuperad, men åt nordost är den platt. Terrängen runt Golūjeh-ye Eslām sluttar österut. Runt Golūjeh-ye Eslām är det ganska glesbefolkat, med 40 invånare per kvadratkilometer. Närmaste större samhälle är Torkmanchay, 19,4 km nordväst om Golūjeh-ye Eslām. Trakten runt Golūjeh-ye Eslām består i huvudsak av gräsmarker.